# Bruno Maia
Bruno Leite Russi Maia (Belo Horizonte, 15 de dezembro de 1980) é um vocalista, compositor, multi-instrumentista e produtor musical e cultural brasileiro conhecido por seu trabalho musical junto às bandas Tuatha de Danann, Braia e Kernunna, e por ter sido o idealizador do festival musical Roça'n'Roll, entre outros projetos culturais.
Ao lado do Tuatha de Danann, banda da qual é seu membro fundador e principal compositor, lançou oito álbuns e 1 DVD em diversos países do mundo e é reconhecido como o pioneiro do estilo celta e da introdução da música irlandesa no Brasil. Com o Braia lançou dois álbuns e 1 DVD no Brasil e França e com o Kernunna lançou um álbum no Brasil e Canadá. 
Domina vários instrumentos, dos mais tradicionais como o violão, guitarra e contrabaixo, mas também viola caipira, bouzouki irlandês, banjo tenor, bandolim e flautas (  tin whistle irlandesa, flauta transversal e barroca).
Em 1999 realizou a primeira edição do Roça'n'Roll, festival realizado em Varginha/MG, que foi um dos mais longevos festivais de heavy metal realizados no interior do país com 19 anos de edições ininterruptas, do qual sempre esteve a frente.
Na área do audiovisual, produziu e dirigiu o filme 'Sete Orelhas: herói bandido' primeiro documentário sobre o Sete Orelhas, figura folclórica e histórica de Minas Gerais e em 2013 produziu o documentário "Roça'n'Roll: 15 anos de estrada e mueção". Em 2018 realizou o 'Curta Sâo Thomé', primeira mostra de curtas metragens de São Thomé das Letras.